# 摩地长楼

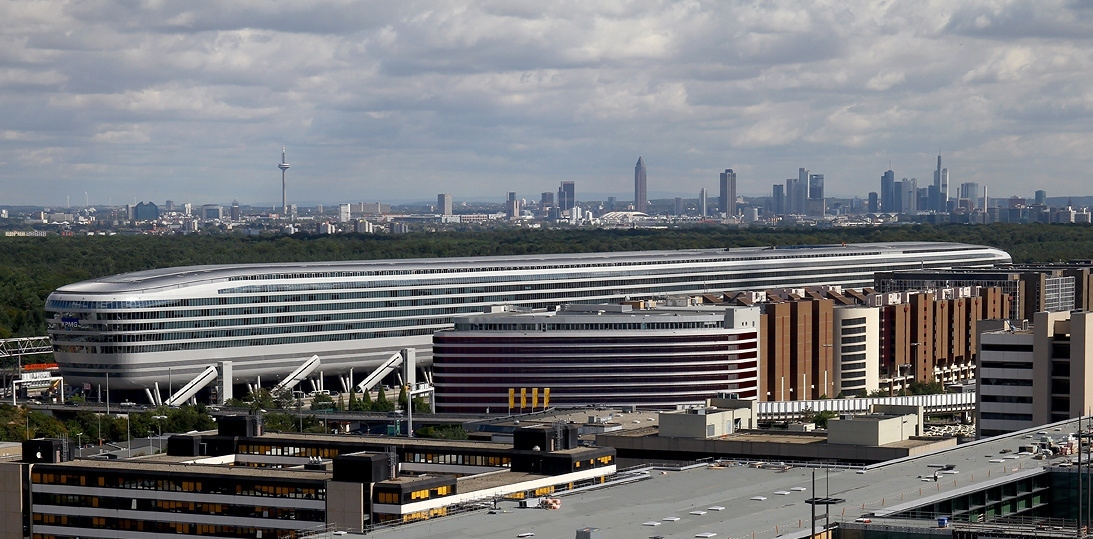
德国法兰克福机场办公楼“The Squaire”

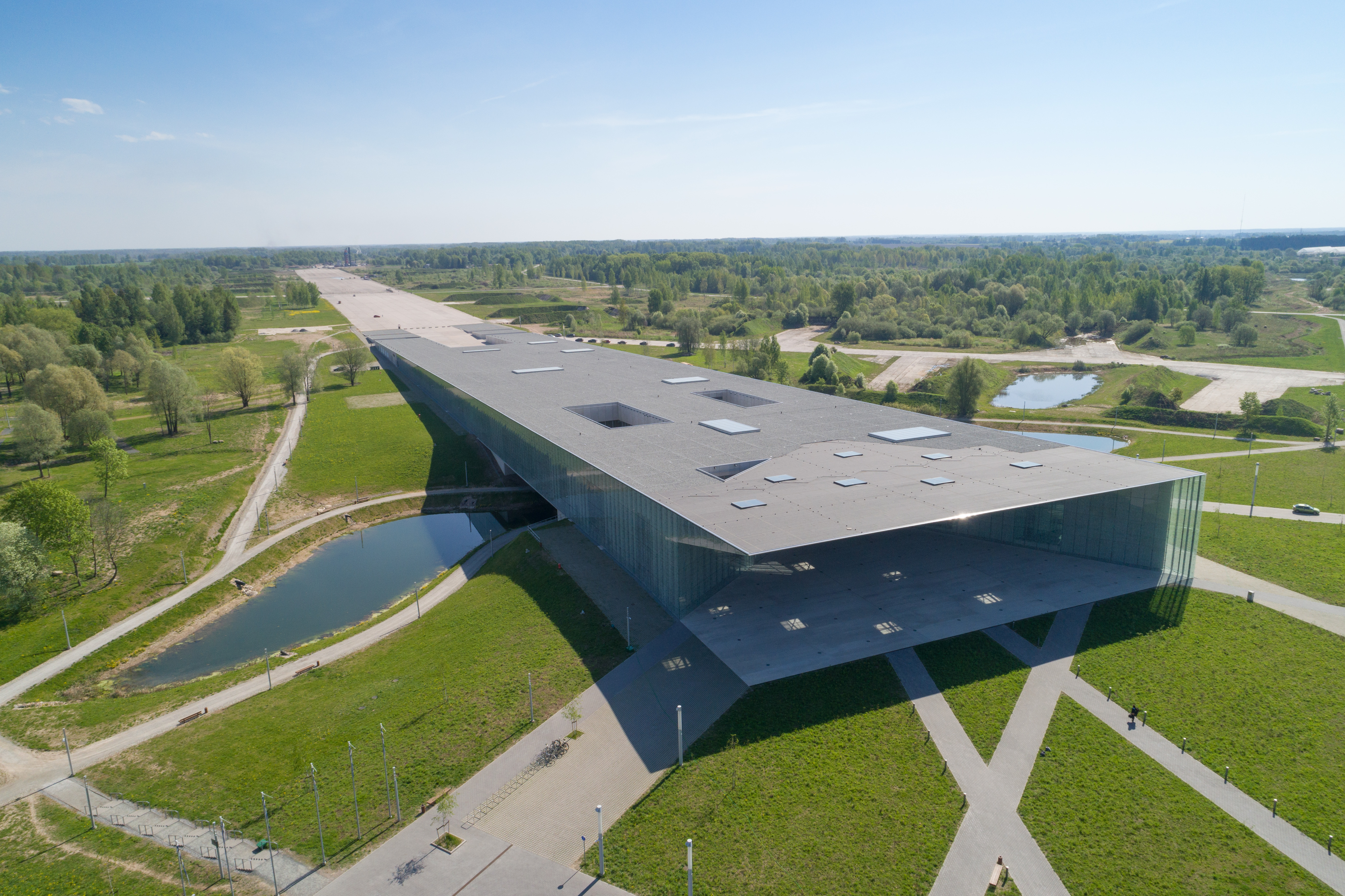
爱沙尼亚国家博物馆主楼

摩地长楼（英語：groundscraper）是一种楼层相对较少但水平方向延伸量极大的大型建筑。Encarta将“groundscraper”定义为“水平延伸的、占用大量土地的大型中低层建筑，通常设有办公室”。